# علي الديراني (فنان لبناني)
علي الديراني (من مواليد 1986 في رياق البقاع بلبنان) هو فنان ومصمم جرافيك وفنان فنون مرئية وموسيقي وعازف طبلة لبناني.

## تعليمه

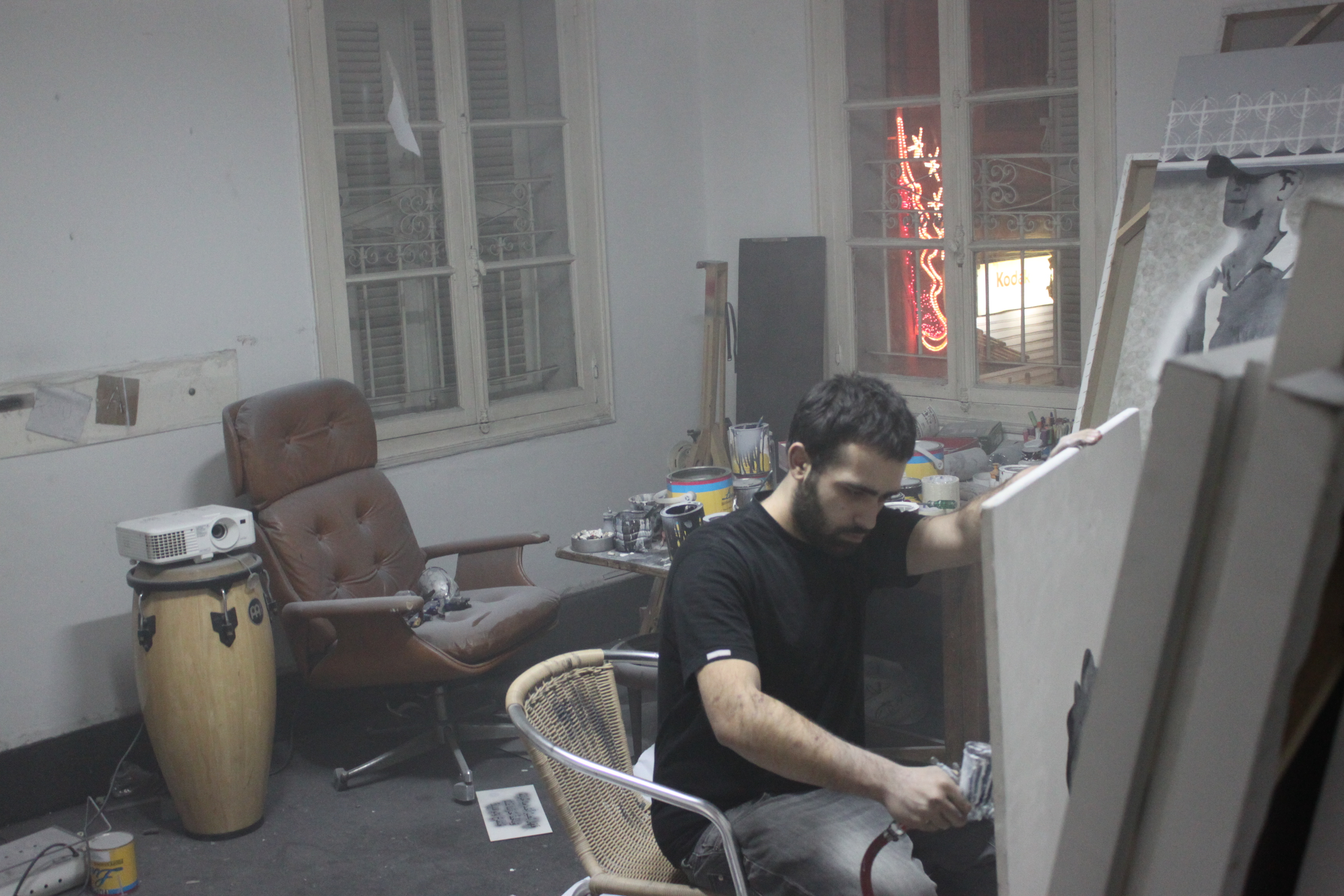
علي الديراني

تخرج علي من معهد الفنون الجميلة في الجامعة اللبنانية وأقام معرضه الفردي الأول "الصف الأمامي" عن عمر يناهز 24 عامًا. يتألف هذا المعرض الفني من لوحات باستخدام مادة النيتروسليلوز على القماش ، كما يتميز بالواقعية الجديدة . قدم هذا المعرض 11 عملاً بنهج مفاهيمي.

## حياته المهنية
عمل الديراني كمخرج فني لمشاريع مستقلة وبيوت إنتاج وشركات تجارية. وقام بعمل مقاطع فيديو وإعلانات تجارية مع شركات ام بي سي وسجناتشور وسيتي فيلم وساتشي وغيرها من دور الإنتاج الكبرى.
وعمل الفنان على سينوغرافيا العرض الافتتاحي لمهرجان الجنادرية الخامس والعشرين. كان مفهومه هو إنشاء صحراء ذات مظهر أصيل ممزوج بمسرح عريض مُزين بأنماط الزخارف العربية. تضمن عمله صقرًا متحركًا عملاقًا وطائرة هليكوبتر بمقياس حقيقي. وعمل الفنان مع مخرجي فنون إيطاليين عالميين شاركوا في سينوغرافيا سينمائية وعملوا على أفلام حائزة على جوائز مثل حرب النجوم وعصابات نيويورك. 

## معرضه الفردي: الصف الأمامي
أطلق علي الديراني معرضه الفردي الأول الصف الأمامي دون أي قيود. يتضمن المعرض قطعه الفنية مثل تمثال الوضع الاجتماعي الموجود في ساحة الشهداء. صممتالديراني تمثاله على شكل امرأة مع مسدس في يدها، منتقدة منهج الشعور بالفخر الوطني في البلاد.

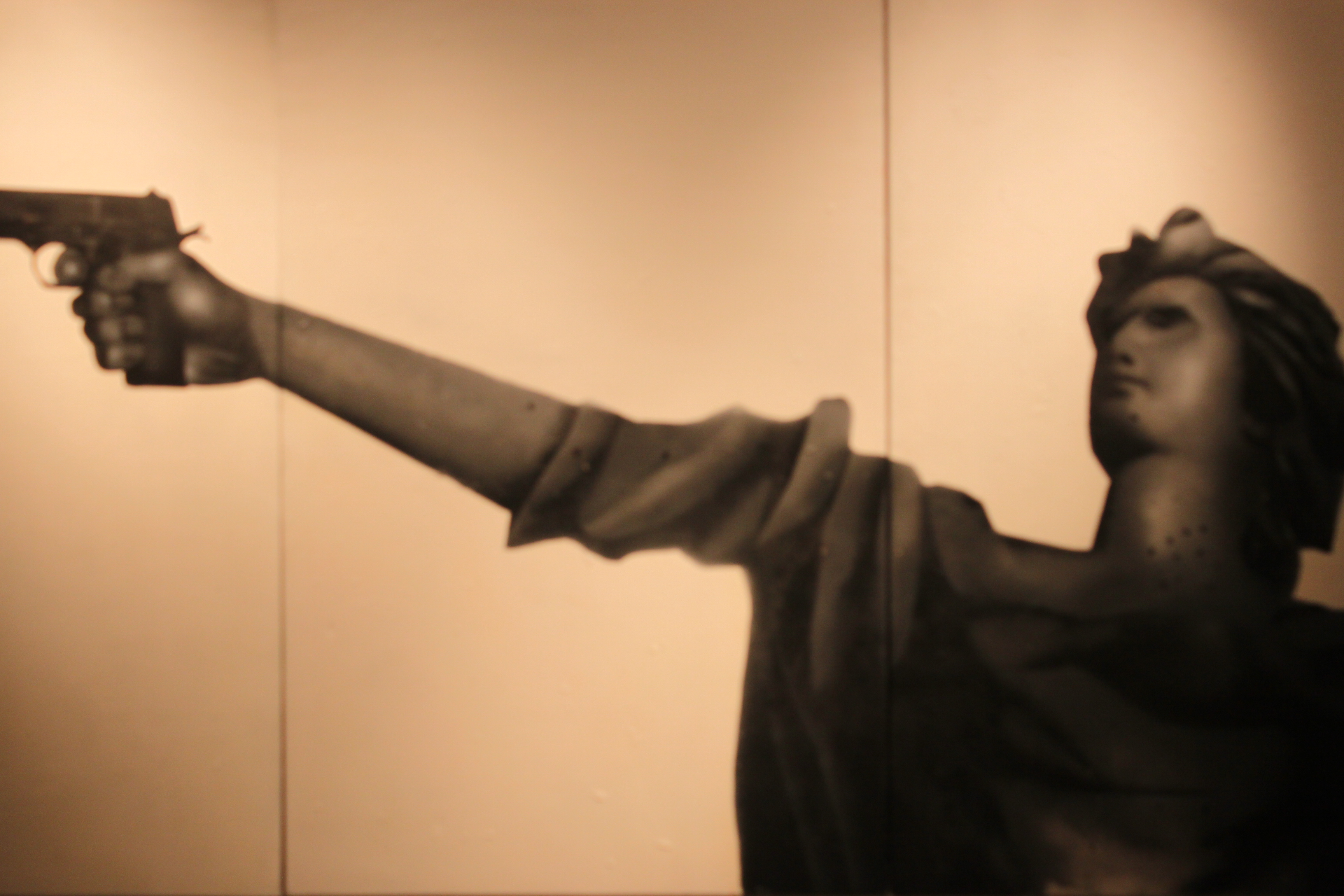
تمثال الوضع الاجتماعي

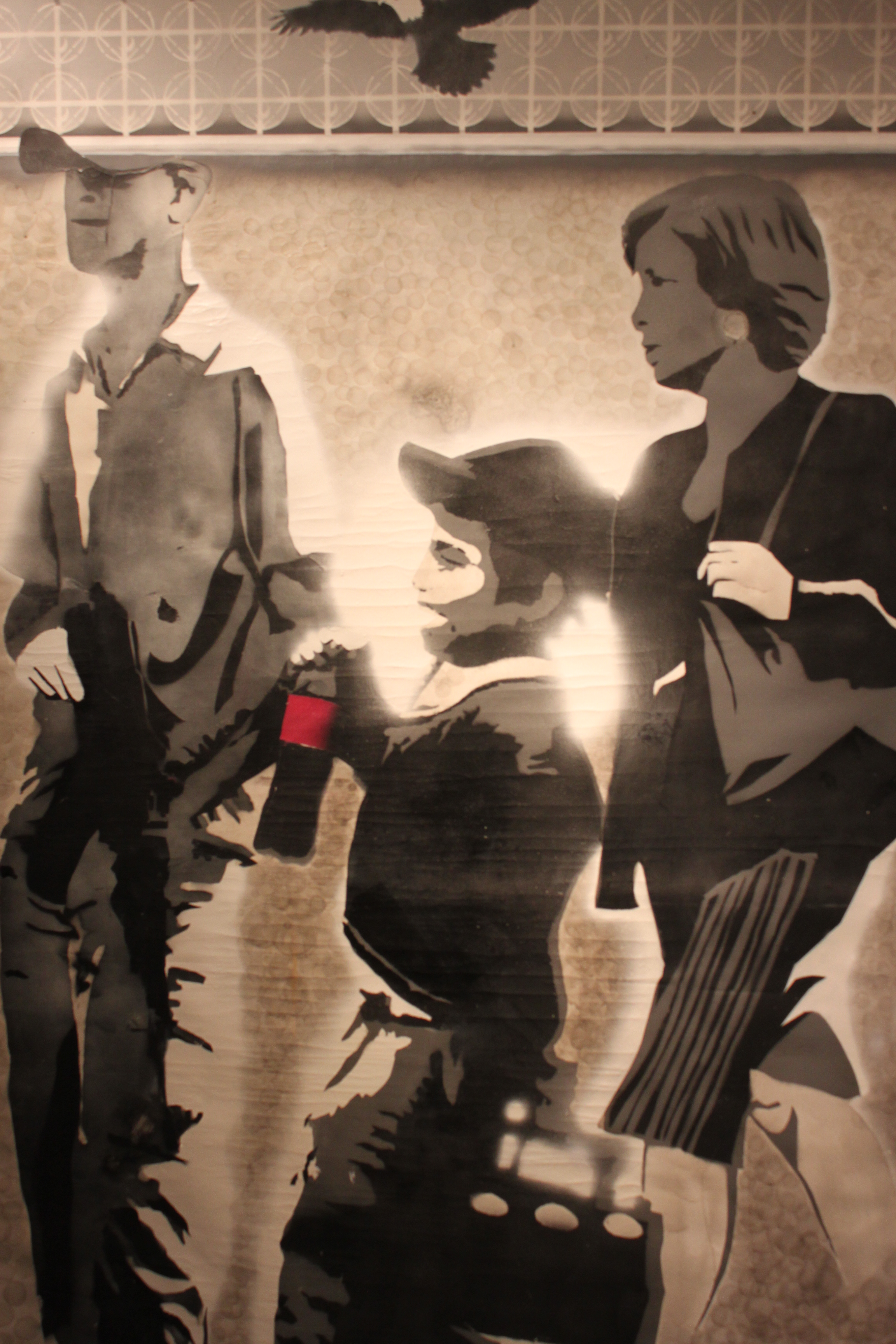
عرض العاطفة.

## الموسيقى
يعتبر علي الديراني عازف طبول وجاز وعازف إيقاع محترف.

## مهرجان الجنادرية
عمل الفنان على سينوغرافيا العرض الافتتاحي لمهرجان الجنادرية الخامس والعشرين. كان مفهومه هو إنشاء صحراء ذات مظهر أصيل ممزوج بمسرح عريض مُزين بأنماط الزخارف العربية. تضمن عمله صقرًا متحركًا عملاقًا وطائرة هليكوبتر بمقياس حقيقي. وعمل الفنان مع مخرجي فنون إيطاليين عالميين شاركوا في سينوغرافيا سينمائية وعملوا على أفلام حائزة على جوائز مثل حرب النجوم وعصابات نيويورك.

## حملة مناهضة الطائفية في لبنان
يعتبر الديراني ناشط في الحملة المناهضة للطائفية في لبنان. وقال في مقابلته مع الديلي ستار إن "الزعماء السياسيين الطائفيين يحاولون استغلال الحراك وتبنيه وفق مبادئهم، لكننا رفضنا مثل هذه الأفعال".
وقال "إذا كانوا يعتقدون أن [قضيتنا] عادلة، فليستقيلوا من أحزابهم وسيكونون أكثر من موضع ترحيب معنا كأعضاء عاديين".

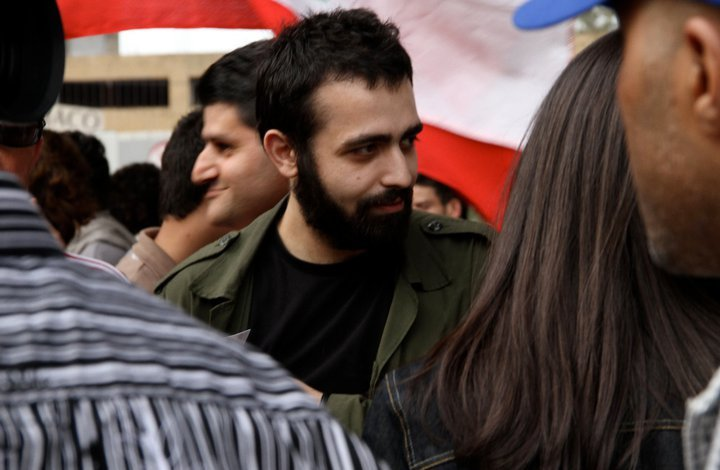
مظاهرة مناهضة للطائفة.

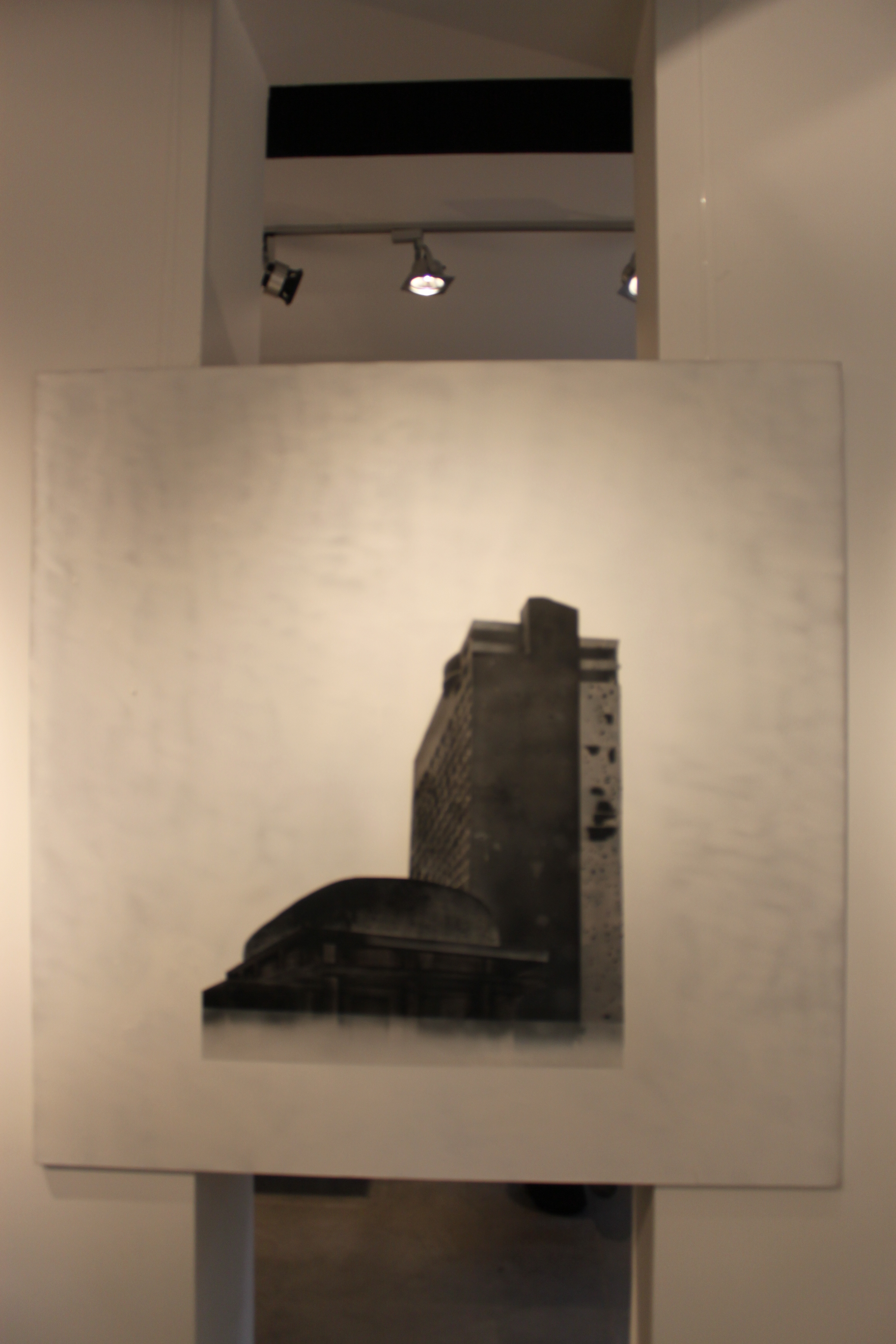
عندما يسود فقدان الذاكرة القسري، قطعة فنية

## مسلسل كوميدي
نشر علي الديراني مسلسلاً فكاهيًا في مجلة السمندل بعنوان مصباح 7، حيث وضع الأعراف والتقاليد المحلية موضع تساؤل.

## مدينة مثلثة
شارك الديراني في المدينة المثلثة، وهي حدث فني مباشر يبحث في مفاهيم التبادل داخل البيئة الحضرية من خلال الأسرار والشائعات والرسائل والأساطير والذكريات المنتشرة في المدينة. استضافت شركة زقاق المسرحية والجمعية الثقافية مجموعة لوتوس بلندن ونيويورك، وابتكروا بالتعاون مع المشاركين المدعوين المشروع من خلال سلسلة من ورش العمل التشاركية.